# Joe Ruby
Joe Ruby   (Los Angeles, 30 de març de 1933 - Westlake Village, 26 d'agost de 2020)

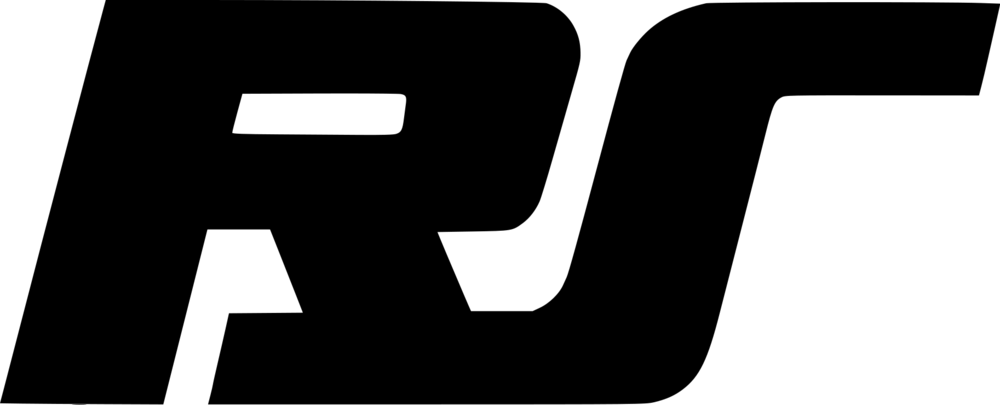
Logotip de la productora Rby-Spears.

va ser un animador, editor de televisió, escriptor i productor nord-americà. Va ser el fundador de la productora d'animació de televisió Ruby-Spears Productions, juntament amb Ken Spears. Eren coneguts per a la co-creació de la sèrie de dibuixos animats Scooby-Doo.

## Primers anys de vida
Ruby va néixer a Los Angeles el 30 de març de 1933. Va assistir a la Fairfax High School. Després de graduar-se, es va incorporar a la Marina dels Estats Units i va treballar com a operador de sonar en un destructor durant la guerra de Corea.

## Carrera
Ruby va estudiar art i va començar la seva carrera en animació a Walt Disney Productions, al departament d'intercaladors, que feien els dibuixos d'animació entre les escenes clau. Va començar com a editor de música, coneixedor del llarg procés que passaria per convertir-se en un animador experimentat, però va perseguir la seva passió com a artista i escriptor autònom de còmics. Posteriorment, va treballar durant temps en muntatge de televisió en acció en directe abans de passar a Hanna-Barbera Productions, on va conèixer a Ken Spears. Els dos homes es van unir per convertir-se en escriptors de diversos programes de televisió de dibuixos animats i d'acció en viu, tant com autònoms com escriptors de personal, començant a Hanna-Barbera el 1959, abans de deixar l'estudi per convertir-se en productors associats. També van treballar com a escriptors de les produccions de televisió de Sid i Marty Krofft i DePatie–Freleng Enterprises.
Per a Hanna-Barbera, Ruby i Spears van crear Scooby-Doo, Dynomutt, Dog Wonder i Jabberjaw, entre altres programes. A DePatie–Freleng, van crear The Barkleys i The Houndcats. A principis dels anys setanta, el president de la programació infantil de CBS Fred Silverman va contractar Ruby i Spears per supervisar la producció de la línia de dibuixos animats de dissabte al matí, una posició que van assumir a ABC quan Silverman va deixar aquesta xarxa.
Volent crear competència per a Hanna-Barbera, ABC van configurar per a Ruby i Spears el seu propi estudi el 1977, com a filial de Filmways. Ruby-Spears Productions va produir sèries animades pels dissabtes al matí, entre les quals es trobaven Fangface, The Plastic Man Comedy-Adventure Hour, Thundarr the Barbarian, Saturday Supercade, Mister T, Alvin and the Chipmunks i Superman, entre d'altres. Ruby-Spears va ser comprada per la companyia matriu de Hanna-Barbera, Taft Entertainment, el 1981, i el seu catàleg posterior va ser venut conjuntament amb l'arxiu i l'estudi de Hanna-Barbera el 1991 a Turner Broadcasting. Hanna-Barbera Productions estan protegides per copyright per a les reedicions actuals dels espectacles Ruby-Spears en DVD i plataformes digitals.

## Vida personal
Ruby es va casar amb la seva dona, Carole, el 1957. Junts van tenir quatre fills: Cliff, Deanna, Craig i Debby. Van romandre casats durant 63 anys fins a la seva mort.

## Mort
Ruby va morir el 26 d'agost de 2020, a la seva casa de Westlake Village, Califòrnia. Tenia 87 anys i va morir per causes naturals.